# The Nashville Teens
The Nashville Teens est un groupe britannique de pop et de rock 'n' roll, formé en 1962.
Leur chanson la plus célèbre est Tobacco Road. Le groupe doit une partie de sa célébrité à sa collaboration avec Jerry Lee Lewis lors de l'enregistrement du célèbre live au Star-Club de Hambourg en 1964. La chanson Tobacco Road a maintes fois été reprises, entre autres par les frères Johnny et Edgar Winter sur l'album Entrance de ce dernier sorti en 1970. 
Le claviériste John Hawken jouerait par la suite avec le groupe Renaissance originel en 1969, formé des ex-Yardbirds Keith Relf au chant, à la guitare et à l'harmonica et Jim McCarty à la batterie, la sœur de Keith au chant, Jane Relf et Louis Cennamo à la basse. Deux albums sont parus avec cette formation, Renaissance en 1969 et Illusion en 1971, puis le groupe s'est séparé. John a alors rejoint le groupe Third World War en 1972 qui n'a publié qu'un seul album la même année. Il a par la suite remplacé le claviériste Blue Weaver au seun des Strawbs, de 1974 à 1975. Ensuite, il a retrouvé les musiciens du groupe Renaissance, Jane Relf, Jim McCarty et Louis Cennamo pour former le groupe Illusion en 1977 et 1978. 

## Membres du groupe
- Ray Phillips : Chant, Basse (1962-73, 1980-présent)
- Ken Osborn : Guitare
- Colin Pattenden : Basse, chant
- Simon Spratley : Claviers
- Adrian Metcalfe : Batterie (1980-présent)

## Anciens membres
- Arthur Sharp : guitare, chant (1962-72)
- Trevor Williams : Chant, basse (1972-73)
- Terry Crow : chant (1963)
- Mick Dunford : guitare solo (1962-63)
- John Allen : guitare solo (1963-69)
- Len Tuckey : guitare solo (1969–73)
- Peter Agate : guitare solo (1980-?)
- Pete Shannon Harris - basse, guitare (1962–66)
- Neil Korner - basse (1966–69)
- Roger Dean - basse (1969–73)
- Len Surtees - basse (1980-?)
- John Hawken - claviers (1962–68)
- Dave Maine - batterie (1962)
- Roger Groome - batterie (1962–63; 1966–73)
- Barry Jenkins - batterie (1963–66)

## Historique
Art Sharp (de son vrai nom Arthur Sharp, né le 26 mai 1941 à Woking dans le Surrey en Angleterre) commence sa carrière musicale comme manager pour les disques Aerco dans sa ville natale. La première formation du groupe comprenait ainsi les chanteurs Sharp et Ray Phillips (né Ramon John Philips le 16 janvier Tiger Bay, Cardiff, South Wales) ainsi que d'ex-membres de Cruisers Rock Combo, John Hawken au piano (né le 9 mai 1940 à Bournemouth, Hampshire, et futur membre de Renaissance et de Strawbs), Mick Dunford (né Michael Dunford le 8 juillet 1944 à Addlestone, Surrey, et décédé le 20 novembre 2012 et qui jouera avec Renaissance) à la guitare, Pete Shannon (né Peter Shannon Harris le 23 août 1941 à Antrim au nord de l'Irlande) et finalement Dave Mains à la batterie. Après quelques changements de personnel, le groupe se stabilise et alors qu'il joue à Hambourg, il accompagne Jerry Lee Lewis pour un concert enregistré sur le disque le 5 avril 1964, Jerry Lee Lewis at The Star Club, Hamburg. Stephen Thomas Erlewine, le critique musical a écrit « Ce disque est extraordinaire, le rock and roll le plus dur et le plus pur jamais enregistré sur disque » (Live at the Star Club is extraordinary, the purest, hardest rock & roll ever committed to record). 
Le groupe a aussi accompagné Carl Perkins sur son single à succès Big Bad Blues en Mai 1964 et il a tourné en Angleterre avec Chuck Berry alors qu'il jouait en Grande-Bretagne. Présent dans la foule lors d'un de ces concerts, le producteur Mickie Most qui a produit leur premier single, une interprétation d'une chanson de John D. Loudermilk, Tobacco Road. Le single a atteint la 6e place en Angleterre et la 14e en Amérique. Par la suite, leur second single, une autre chanson de Loudermilk, Google Eye, atteint la 10e place des palmarès en Angleterre. Les autres producteurs pour leurs chansons incluaient aussi Andrew Loog Oldham et Shel Talmy. Trois autres singles suivront, Find My Way Back Home, This Little Bird et The Hard Way en 1965 feront une rapide apparition dans les charts et l'année suivante, trois singles subséquents, I Know How It Feels To Be Loved, Forbidden Fruit, et That's My Woman ne connaissent pas le succès. 
Bien qu'ils fussent musicalement talentueux, le manque de personnalité distinctive dans le groupe a contribué au peu de succès, ajouté à cela le peu de promotion des disques Decca. Vers la fin des années 1960, le groupe retourne à ce qu'il fait de mieux, accompagner des grands comme Carl Perkins, Chuck Berry et Gene Vincent. En 1971, ils publient un single, Ella James une chanson écrite par Roy Wood enregistrée précédemment par son propre groupe The Move, mais encore une fois ce disque des Nashville Teens ne connait pas le succès. Arthur Sharp quitte en 1972 pour se joindre au manager Don Arden et sera remplacé par Trevor Williams, mais malgré tous leurs efforts, le groupe se sépare en 1973. Ils se sont reformés en 1980, avec Ray Phillips au chant étant le seul membre original, avec Peter Agate à la guitare, Len Surtees à la basse et Adrian Metcalfe à la batterie. Le groupe existe encore aujourd'hui, Ray Phillips aussi rejoint la formation British Invasion All-Stars constituée de membres des Yardbirds Jim McCarty, des Creation Eddie Phillips et deux membres de Downliners Sect : Don Crain et Keith Grant. Trois albums sont produits, Regression en 1990, United aussi en 1990 et une compilation British Invasion All-Stars en 2001. Une compilation Best of the Nashville Teens publiée en 1993, contient un réenregistrement de leur succès Tobacco Road qui joue encore à la radio, ainsi que la seule version disponible sur iTunes. 
Michael Dunford, ex-membre des Nashville Teens et Renaissance est décédé le 20 novembre 2012 d'une hémorragie cérébrale. 

### Discographie

#### Albums
- 1964 : Tobacco Road
- 1972 : Nashville Teens
- 1973 : The Beginning Vol. 7 : The Nashville Teens
- 1987 : Find My Way Back Home
- 1993 : The Best of The Nashville Teens 1964-1969
- 1998 : Best and Rarities
- 2002 : Hungarian Sessions
- 2007 : Rocking Back to Tobacco Road

#### Participations
- 1964 : Live at the Star Club, Hamburg de Jerry Lee Lewis